# Vimalnath

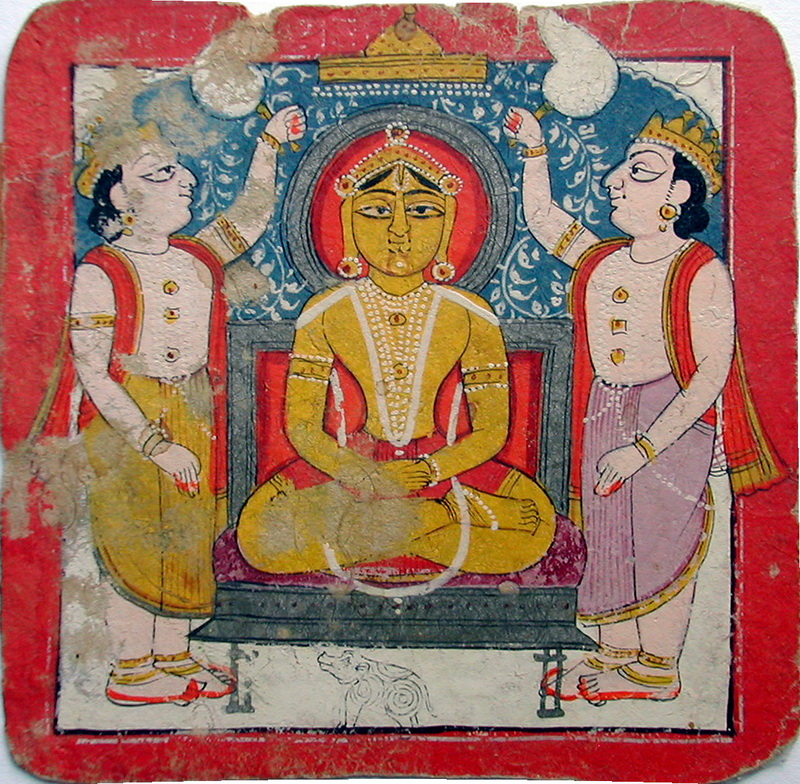
Le Tirthankara Vimalnath.

Vimalnath appelé aussi Vimala est le treizième Tirthankara, le treizième Maître éveillé du jaïnisme de l'époque actuelle. Il est né à Kampilya aujourd'hui Kampil (en), dans l'Uttar Pradesh en Inde. Son nom vient de Vimal qui signifie: pur. Ses parents étaient roi et reine. Vimalnath régna longtemps sur son royaume puis il devint ascète. Il a atteint le nirvana au Mont Sammeda dans l'état du Jharkhand. Le Mont Sammeda est de nos jours un haut lieu de pèlerinage jaïn. Le symbole de Vimalnath est le sanglier.